# 靈魂心聲
是一部2021年加拿大和美國合拍的傳記歌舞劇情片，講述傳奇歌手艾瑞莎·弗蘭克林的一生。電影由莉莎·湯米執導（兼導演處女作），翠西·史考特·威爾森編寫劇本，珍妮佛·哈德遜詮釋弗蘭克林，其他演員包括佛瑞斯·惠特克、馬龍·韋恩斯、奧黛莉·麥唐娜、馬克·馬龍、泰塔斯·伯傑斯與玛丽·布莱姬。
電影2021年8月8日洛杉磯首映，8月13日美國院線上映。影評界給予《靈魂心聲》普遍好評，尤其讚賞哈德遜的表演、電影的製作價值、服裝設計，但同時批評劇本和過長的放映時間。

## 演員
- 珍妮佛·哈德遜飾演艾瑞莎·弗蘭克林
  - 絲凱·達科塔·透納（Skye Dakota Turner）飾演年幼的艾瑞莎·弗蘭克林
- 佛瑞斯·惠特克飾演C·L·弗蘭克林（英语：C. L. Franklin）
- 馬龍·韋恩斯飾演泰德·懷特（英语：Ted White (manager)）
- 奧黛莉·麥唐娜飾演芭芭拉·西格斯·弗蘭克林（英语：Barbara Siggers Franklin）
- 馬克·馬龍（英语：Marc Maron）飾演傑瑞·韋克斯勒（英语：Jerry Wexler）
- 泰塔斯·伯傑斯（英语：Tituss Burgess）飾演詹姆斯·克里夫蘭（英语：James Cleveland）
- 玛丽·布莱姬飾演黛娜·華盛頓
- 賽康·森博洛（英语：Saycon Sengbloh）飾演厄瑪·富蘭克林（英语：Erma Franklin）
- 海莉·基爾格爾（英语：Hailey Kilgore）飾演卡洛琳·弗蘭克林（英语：Carolyn Franklin）
- 塔特·多諾萬飾演約翰·哈蒙（英语：John Hammond (record producer)）
- 希瑟·黑德利飾演克拉拉·沃德（英语：Clara Ward）
- 凱文·海爾（Kelvin Hair）飾演山姆·库克
- 洛德里克·D·科林斯（Lodric D. Collins）飾演史摩基·羅賓森

## 外部連結
- 官方网站
- 互联网电影数据库（IMDb）上《靈魂心聲》的资料（英文）